# مركز تقليل المخاطر النووية
مركز تقليل المخاطر النووية هو جزء من وزارة الخارجية الأمريكية. وقد كان له نظير في موسكو في وزارة الدفاع الروسية.
لقد تم إنشاء مركز تقليل المخاطر النووية في عام 1987 بموجب اتفاق بين وزير الخارجية الأمريكي ووزير الخارجية السوفييتي. وكان الغرض منه هو خلق قناة اتصال إضافية لمنع الحرب النووية، بجانب الخط الساخن  والقنوات الدبلوماسية. ويعمل مركز تقليل المخاطر النووية على شبكة الإنترنت على مدار 24 ساعة يوميًا ويقوم بنقل المعلومات المتعلقة بأنشطة الأسلحة من كلا البلدين وذلك لمنع اندلاع حرب نووية عرضية.

## وصلات خارجية
- Federation of American Scientists information on the NRRCs in Washington and Moscow
- DoS fact sheet on NRRC